# 前迫潤哉
前迫 潤哉（まえさこ じゅんや）は、日本の作詞家、作曲家、シンガーソングライター。Snow Man「EVOLUTION」、NiziU「JOYFUL」、欅坂46「ガラスを割れ!」のほか、AKB48、乃木坂46、欅坂46、青山テルマ、Sexy Zone、IZ*ONEと数多くの有名アーティストの作詞・作曲を手掛ける。「第51回オリコン年間ランキング 2018」では作曲家部門1位を記録（売上総数223万枚）。株式会社J.Collection代表取締役社長。合同会社MOVEMENT PRODUCTION代表。鹿児島県出身。

## 経歴
鹿児島県鹿児島市出身。鹿児島県立武岡台高等学校から小学校教師を目指して山梨県の都留文科大学に進学。大学3年の頃に、後輩が作成したトラックのサビにつけるメロディーと歌詞を依頼されたことをきっかけに作曲を始め、東京での音楽活動を志すようになる。大学卒業後に上京して、アルバイトをしながらシンガーとして3年間程活動した後、アルバイトを辞めて音楽活動に専念。知り合いからの仮歌依頼の際にメロディーを作った曲が、その知り合いの事務所の社長に気に入られたのをきっかけに、本格的に作曲家としての活動。

## 提供作品
- IZ*ONE
  - 「紫外線なんかぶっとばせ」（作曲／力丸尊と共作曲）

- 青柳翔
  - 「そんなんじゃない」（作曲／春川仁志、中野悟朗と共作曲）

- 青山テルマ
  - 「My Only Lover」（作曲／春川仁志、RUSH EYEと共作曲）

- INFINITE
  - 「Diamond -Japanese Ver.-」（日本語訳詞）
  - 「Together -Japanese Ver.-」（日本語訳詞）

- ARP
  - 「Paradise」（作詞・作曲／春川仁志、RUSH EYEと共作曲）
  - 「It’s Show Time」（作詞・作曲）
  - 「Burn it up」（作詞・作曲）
  - 「Celebrate Good Time」（作曲）

- A.B.C-Z
  - 「Chance to Change」（作曲／ツカダタカシゲと共作曲）

- AKB48グループ関連
  - AKB48
    - 「NO WAY MAN」（作曲／Yasutaka.Ishioと共作曲）

  - SKE48
    - 「Loose control」（作詞・作曲・編曲／力丸尊と共編曲）
    - 「Don't judge me」（作詞・作曲／Dr.Lilcomと共作曲）
    - 「グーとパー」（作詞・作曲／畠舎聖悟と共作曲）

  - NMB48
    - 「普通の水」（作曲／Yasutaka.Ishioと共作曲）
    - 「下手を打つ」（作曲／林武蔵と共作曲）
    - 「なぜ、僕は立ち上がるのか?」（作曲／サイトウリョースケ、春川仁志と共作曲）

- King & Prince
  - 「Focus ※平野紫耀プロデュース曲」（作詞・作曲／Dr.Lilcomと共作）

- Krissha
  - 「Sunshine」（作曲／春川仁志、RUSH EYEと共作曲）

- 欅坂46
  - 「W-KEYAKIZAKAの詩」（作曲／Yasutaka.Ishioと共作曲）
  - 「ガラスを割れ!」（作曲／Yasutaka.Ishioと共作曲）
  - 「ここにない足跡」（作曲／Dr.Lilcom、春川仁志と共作曲）

- THE RAMPAGE from EXILE TRIBE
  - 「Only One」（作詞）
  - 「SUMMER DAYS」（作詞）

- JASMINE
  - 「Happy Dayz」（作詞）

- Snow Man
  - 「EVOLUTION」（作曲／KENTZと共作曲）

- SUPER★DRAGON
  - 「Endless Dance」（作詞・作曲／ツカダタカシゲと共作曲）

- SUPERNOVA
  - 「きっと」（作詞・作曲／Dr.Lilcomと共作曲）
  - 「BLOWIN’」（作詞・作曲／SHU-NA、春川仁志と共作曲）
  - 「Chocolate」（作詞・作曲／春川仁志と共作曲）
  - 「My Life」（作詞・作曲／SHU-NA、春川仁志と共作曲）
  - Double Ace
    - 「Lullaby」（作詞・作曲）
    - 「Plan A/B」（作詞・作曲）
    - 「REVENGE」（作詞・作曲／KENTZと共作曲）

  - ソロ
    - 「ONE」（作詞）

- 青春高校3年C組
  - 「マイナスワン」（作曲／7th Avenueと共作曲）
  - 「Never ending time」（作曲／村山智裕と共作曲）
  - 「ずっと会えなかった」（作曲／力丸尊と共作曲）
  - 「青春高校のテーマ」（作曲・編曲／中野悟朗と共編曲）

- Sexy Zone
  - 「冬が来たよ」（作曲／ツカダタカシゲと共作曲）

- SOLIDEMO
  - 「Garden」（作詞・作曲／Yasutaka.Ishioと共作曲）

- ツキクラ
  - 「STARDUST」（作詞・作曲）

- ツキクラ×劇団アルタイル
  - 「最終電車 by 両国ジュンペイ」（作詞・作曲）
  - 「集合写真 by 劇団アルタイル」（作詞・作曲）

- 刀剣男士 team幕末 with 巴形薙刀
  - 「Brand New Sky」（作詞・作曲）

- NiziU
  - 「Joyful」（作曲／KENTZ、Yui Muginoと共作曲）

- 乃木坂46
  - 「Another Ghost」（作曲／Yasutaka.Ishioと共作曲）

- Happiness
  - 「Always」（作詞・作曲／春川仁志、RUSH EYEと共作曲）
  - 「Bright Blue～私の瑠璃色～」（作曲／春川仁志、SHU-NAと共作曲）
  - 「Dancing In Solitude」（作曲／春川仁志、SHU-NAと共作曲）

- 日向坂46（けやき坂46）
  - 「イマニミテイロ」（作曲／Yasutaka.Ishioと共作曲）
  - 「JOYFUL LOVE」（作曲／Dr.Lilcomと共作曲）
  - 「こんなに好きになっちゃっていいの?」（作曲／7th Avenueと共作曲）

- Flower
  - 「瞳の奥の銀河(ミルキーウェイ)」（作曲／春川仁志、RUSH EYEと共作曲）

- Boys Republic
  - 「So Fantasic」（作詞・作曲）
  - 「君がそばにいて」（作曲／春川仁志、RUSH EYEと共作曲）
  - 「Hello Sunshine」（作詞・作曲）
  - 「Beautiful」（作詞・作曲／春川仁志と共作曲）

- M!LK
  - 「Goin' Down」（作詞・作曲／ツカダタカシゲと共作曲）

- 宮野真守
  - 「Be Mine」（作詞）

- Rigel Break It Down
  - 「花言葉」（作詞・作曲／Dr.Lilcomと共作曲）

- Rigel 劇団アルタイル
  - 「Now or Never」（作詞・作曲）

## ディスコグラフィー

### シングル
|     | タイトル                    | 発売日         |
| --- | --------------------------- | -------------- |
| 1st | Hey Girl                    | 2014年2月16日  |
| 2nd | LALALA (feat.ANMI)          | 2014年7月16日  |
| 3rd | A-Oh!! (ANNE DUBSTEP REMIX) | 2014年10月28日 |
| 4th | It's gonna be               | 2015年3月3日   |
| 5th | STORYGIFT                   | 2015年5月16日  |

## メディア出演
- 前迫潤哉&十味 音の箱（2021年10月 - 、文化放送）
- 令和の虎（2024年1月 配信-）